# Filip Kuzmanovszki
Filip Kuzmanovszki (macedónul: Филип Кузмановски, Bitola, 1996. július 3. –) észak-macedón válogatott kézilabdázó.

## Pályafutása

### Klubcsapatokban
Kuzmanovszki szülővárosának csapatában kezdett kézilabdázni, 2015-ig játszott a RK Pelister Bitolában. Utána igazolt a bajnoki ezüstérmes RK Metalurghoz. Ezzel a csapattal szerepelt először a 2015–2016-os szezonban a Bajnokok Ligájában. 2018-ban egy évre az RK Eurofarmhoz igazolt, majd 2019-ben a német bajnokság harmadik helyezettjéhez, az SC Magdeburghoz szerződött. Szerződése 2023-ig szólt, de Kuzmanovszki kérésére az első szezon után felbontották, és Carlos Ortega csapatához, a TSV Hannover-Burgdorfhoz csatlakozott. A csapat mezében 91 tétmérkőzésen lépett pályára és 176 gólt szerzett, majd 2023 februárjában kezdeményezte szerződése felbontását és a kiesés elkerüléséért küzdő HSG Wetzlar játékosa lett. 2023 novemberében kezdeményezte a szezon végéig szóló szerződésének felbontását és visszatért szülővárosába, az RK Eurofarm Pelister játékosként.

### A válogatottban
2017-ben szerepelt a junior világbajnokságon, ahol a macedón válogatott tagjaként hatodik helyezést ért el. A felnőttválogatottban már 2016-ban részt vett, csapata legfiatalabb tagjaként az Európa-bajnokságon.

## Sikerei, díjai
- Macedón bajnok: 2024